# Juraj Piroska
Juraj Piroska (Bratislava, Eslovaquia, 27 de febrero de 1987) es un futbolista eslovaco. Juega de delantero y se encuentra sin equipo tras abandonar el FK Senica de Eslovaquia.

## Selección nacional
Ha sido internacional con la selección de fútbol de Eslovaquia en tres ocasiones y marcó un gol contra Macedonia en la fase de clasificación para la Eurocopa 2012.

## Clubes
| Club                       | País            | Año       |
| -------------------------- | --------------- | --------- |
| AS Trenčín                 | Eslovaquia      | 2005-2006 |
| Artmedia Petržalka         | Eslovaquia      | 2006-2009 |
| Sparta de Praga            | República Checa | 2009      |
| FK Senica                  | Eslovaquia      | 2009-2014 |
| Slovan Bratislava (cedido) | Eslovaquia      | 2012      |
| FC Kaisar                  | Kazajistán      | 2015      |
| Spartak Myjava             | Eslovaquia      | 2015      |
| MFK Skalica                | Eslovaquia      | 2016      |
| FC Petržalka               | Eslovaquia      | 2016      |
| Vibonese Calcio            | Italia          | 2017      |
| FC Petržalka               | Eslovaquia      | 2017-2020 |
| FK Senica                  | Eslovaquia      | 2020-2022 |

## Palmarés

### Campeonatos nacionales
| Título             | Club        | País       | Año  |
| ------------------ | ----------- | ---------- | ---- |
| Corgoň Liga        | FC Artmedia | Eslovaquia | 2008 |
| Copa de Eslovaquia | FC Artmedia | Eslovaquia | 2008 |